# Aubstadt
Aubstadt ist eine Gemeinde im unterfränkischen Landkreis Rhön-Grabfeld und ein Mitglied der Verwaltungsgemeinschaft Bad Königshofen im Grabfeld.

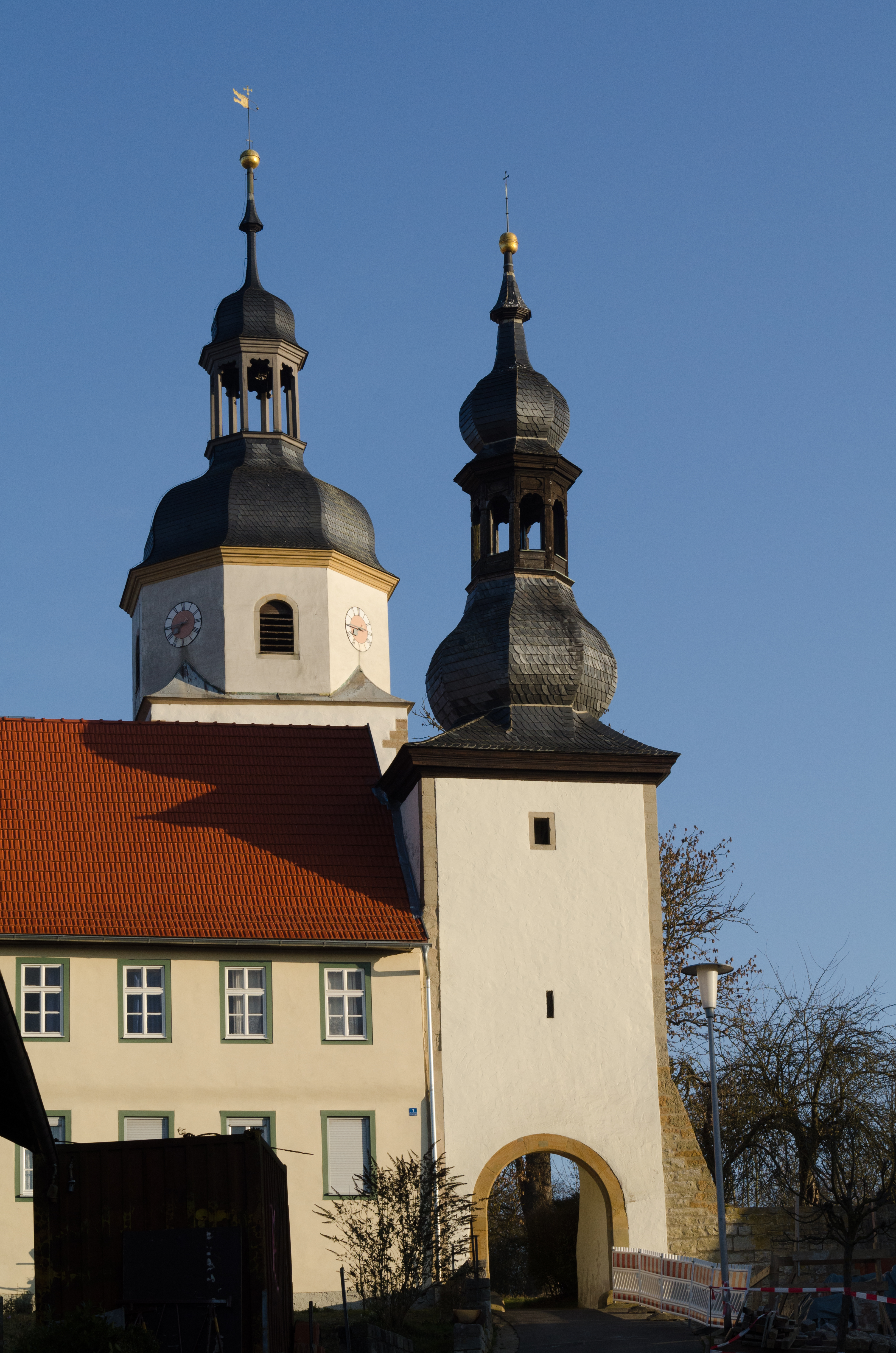
Kirche am Kirchenrangen

## Geografie

### Lage
Die Gemeinde liegt im Grabfeldgau, in der Region Main-Rhön, 35 km nordöstlich von Schweinfurt und 5 km von Thüringen entfernt.

### Gemeindegliederung
Es gibt vier Gemeindeteile (in Klammern ist der Siedlungstyp angegeben):
- Aubstadt (Pfarrdorf)
- Linsenmühle (Einöde)
- Neumühle (Einöde)
- Schützenmühle (Einöde)

## Geschichte

### Bis zum 19. Jahrhundert
Im Jahre 904 wurde Aubstadt erwähnt, als es in den Besitz des Klosters Fulda überging. Der Ortsname bedeutet: Niederlassung in einem fruchtbaren, wasserreichen Tal. Erstmals urkundlich erwähnt wurde die „Perle des Grabfelds“, wie Aubstadt insbesondere wegen seiner guten Bodenqualität genannt wird, in einer Lehensurkunde des hennebergischen Hausklosters Veßra im Jahr 1132. Auch das Kloster Wechterswinkel und Adelige aus dem Umland hatten Besitz in Aubstadt.
Während der Zeit der Stammesherzogtümer lag der Ort im Herzogtum Franken. Ab 1317 gewannen die Freiherren von Bibra mehr und mehr Einfluss in der Gemeinde. 1402 war sie ganz in deren Besitz. Um 1350 entstand der Kirchturm, der noch eine alte Glocke aus dem Jahre 1530 beherbergt. Die damalige Kirche war Bestandteil einer Kirchenburganlage. Der Turm, der den Eingang zu der Anlage bildet, ist als Überbleibsel noch vorhanden. Die beiden Türme bilden das Wahrzeichen Aubstadts. 1499 wurde ein Frühmesser (ein Geistlicher, der früh die Messe hält) in der zur Pfarrei Herbstadt gehörenden Filiale Aubstadt genannt.
Im Jahre 1530 erhielten die von Bibra das Patronatsrecht in Aubstadt. Nach Einführung der Reformation wurde Aubstadt Filiale der evangelischen Pfarrei Höchheim, welche sich ebenfalls im Besitz derer von Bibra befand. 1608 wurde das zu klein gewordene Kirchenschiff unter Bernhard von Bibra abgebrochen und größer aufgebaut. 1699 ging der offizielle Pfarrsitz von Höchheim auf Aubstadt über.
Der ehemalige reichsritterschaftliche Ort des Freiherren von Bibra, der zum Fränkischen Ritterkreis gehörte, wurde 1806 zusammen mit seinen Nachbarorten Irmelshausen und Höchheim durch das neugebildete Großherzogtum Würzburg mediatisiert und fiel mit diesem 1814 an Bayern. Im Zuge der Verwaltungsreformen in Bayern entstand mit dem Gemeindeedikt von 1818 die heutige Gemeinde.
1835 kauften 143 Aubstädter Bürger den Haubachsee vom Staat. Der See wurde in 144 Teile aufgeteilt und nach seiner Trockenlegung, die zehn Jahre dauerte, landwirtschaftlich genutzt.

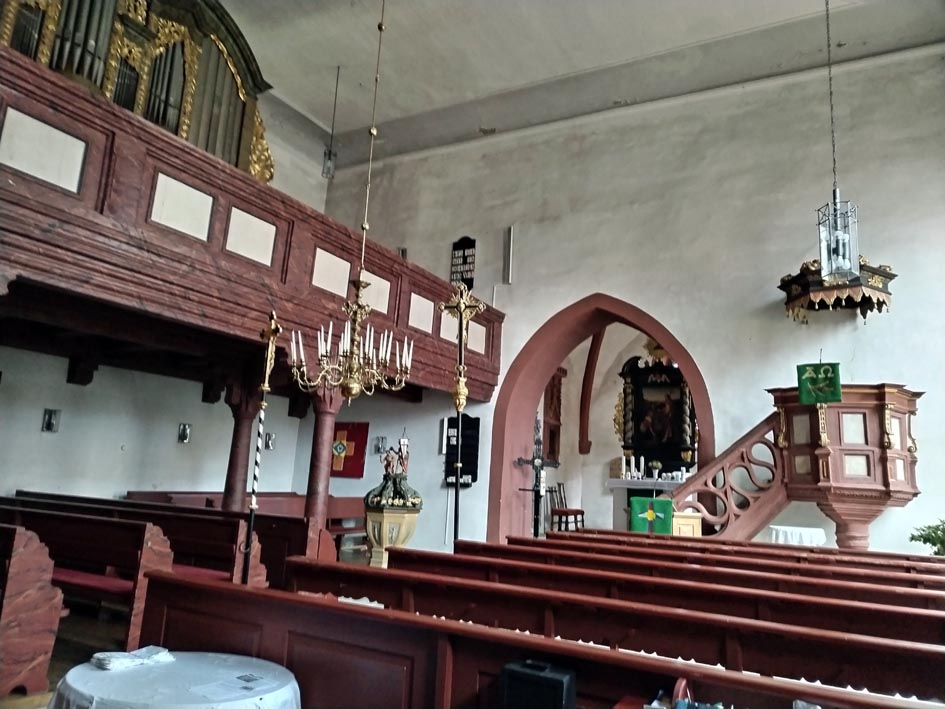
Innenansicht der Kirche

### Religionen
Die evangelische Gemeinde im Ort gehört zum Evangelisch-Lutherischen Dekanat Bad Neustadt an der Saale.

### Einwohnerentwicklung
- 1961: 814 Einwohner
- 1970: 805 Einwohner
- 1987: 750 Einwohner
- 1991: 776 Einwohner
- 1995: 791 Einwohner
- 2000: 778 Einwohner
- 2005: 785 Einwohner
- 2010: 755 Einwohner
- 2015: 730 Einwohner

Im Zeitraum 1988 bis 2018 sank die Einwohnerzahl von 741 auf 709 um 32 Einwohner bzw. um 4,3 %. 1996 hatte die Gemeinde 796 Einwohner.

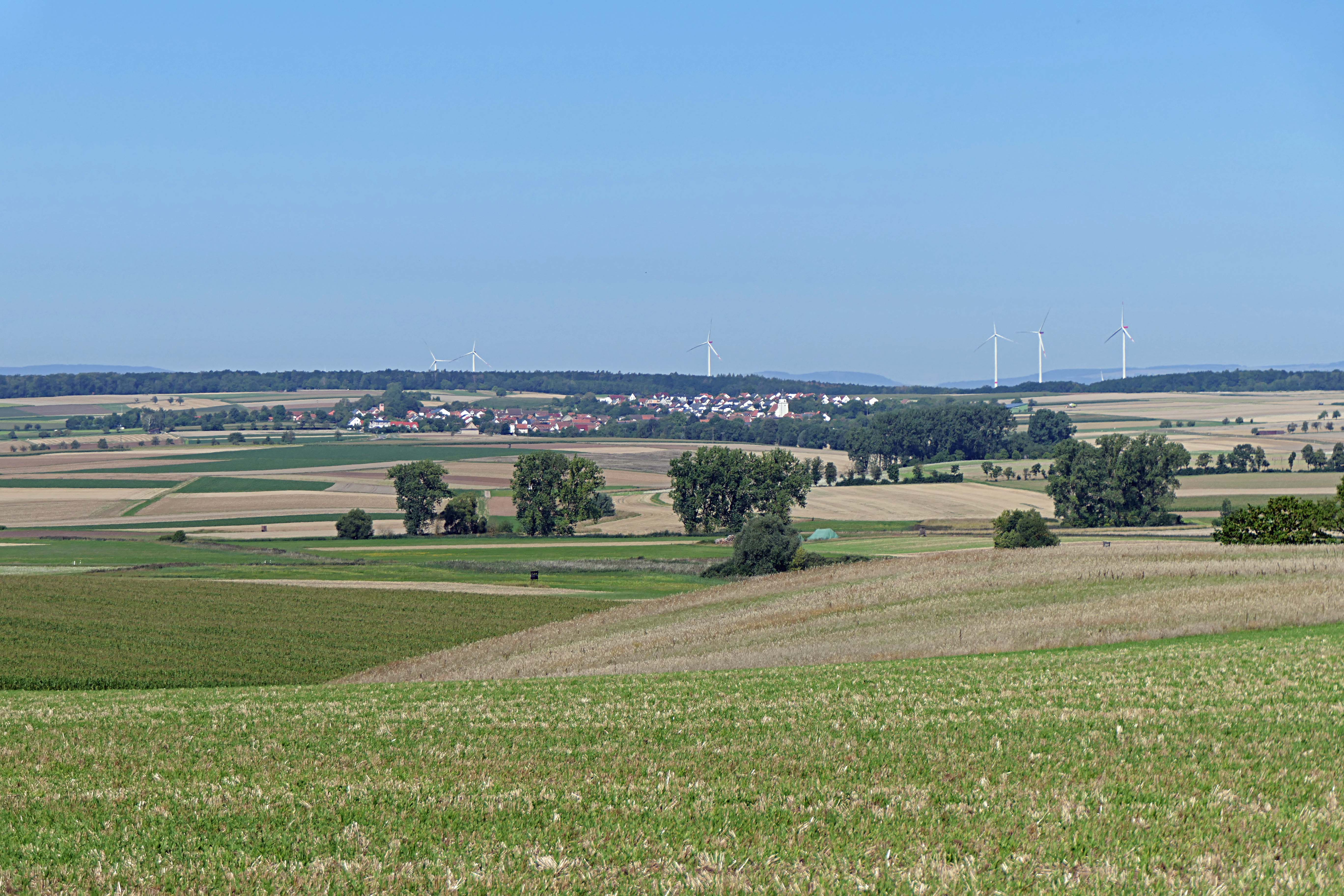
Aubstadt von Osten

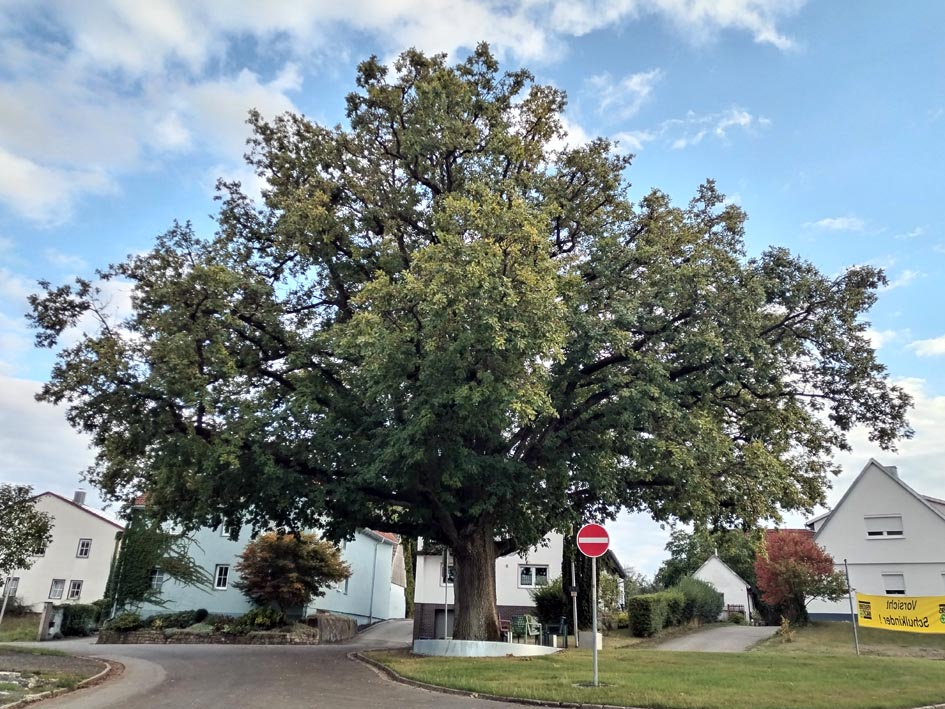
Eiche am westlichen Ortsausgang

Quelle: BayLfStat

## Politik

### Gemeinderat und Bürgermeister
Der Gemeinderat hat acht Sitze. Bei der Gemeinderatswahl gingen alle acht an die Abschter Wählergemeinschaft. Die Wahlbeteiligung 2014 lag bei 74,01 %.
Bürgermeister ist seit 2014 Burkhard Wachenbrönner.
Sein Vorgänger im Amt, Wolfgang Abschütz, leitete die Geschicke Aubstadts dreißig Jahre lang.

### Wappen
| | Blasonierung: „Gespalten von Rot und Gold; vorne ein silberner Torturm mit Zwiebeldach und Laterne (barocke Haube), hinten ein steigender schwarzer Biber mit roter Zunge und geschupptem silbernen Schwanz.“ |
| Wappenbegründung: Der silberne Turm ist der dreigeschossige Torturm von 1613 der spätmittelalterlichen Kirchhofbefestigung, im 18. Jahrhundert mit barocker Haube versehen und Wahrzeichen des Ortes, der Biber entstammt dem Wappen der Freiherren von Bibra, die seit 1317 Ortsherren waren, die Farben Silber und Rot weisen auf die ehemalige Territorialherrschaft des Hochstifts Würzburg hin. Das Wappen wird seit 1988 geführt. | |

### Kommunale Allianz
Die Gemeinde Aubstadt ist Mitglied in der Kommunalen Allianz Fränkischer Grabfeldgau.

## Kultur und Sehenswürdigkeiten

### Naturdenkmäler

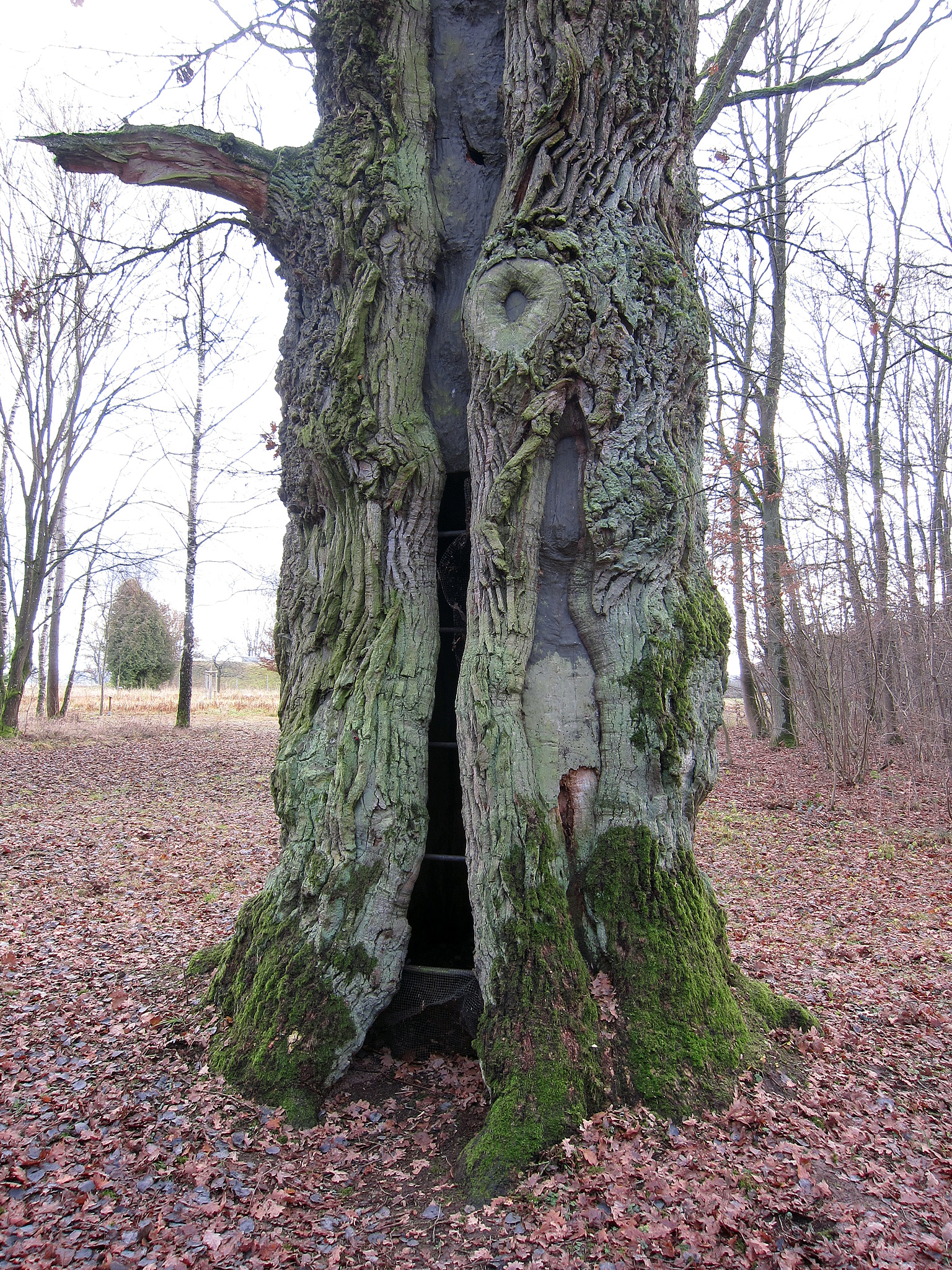
Blößeiche bei Aubstadt

Am Waldrand, westlich der Ortschaft, steht die Blößeiche. Bei der Unteren Naturschutzbehörde des Landkreises Rhön-Grabfeld ist sie als Naturdenkmal eingetragen. Im Jahre 2008 hatte der Stamm an der Stelle seines geringsten Durchmessers einen Umfang von 6,28 Metern und in einem Meter Höhe von 6,34 Metern.

### Bauten
- Evangelische Pfarrkirche St. Johannes: Der kleine Turm ist ein Überbleibsel einer ehemaligen Kirchenburganlage.

### Weitere Sehenswürdigkeiten
Im Wald westlich Aubstadt gibt es einen sehenswerten Bestand von Wildkirschbäumen. Wegen der guten Holzqualität werden die Kerne als Saatgut an Baumschulen weitergeliefert. Nebenan gelegen befinden sich zudem mehrere Hügelgräber.
Durch die Gemeinde verläuft der Fernradweg Meiningen–Haßfurt.

### Sport
Die Fußballabteilung des TSV Aubstadt tritt in der Saison 2019–21 erstmals in der viertklassigen Regionalliga Bayern an. Aubstadt ist in dieser Saison die kleinste Gemeinde Deutschlands mit einer Mannschaft in der Fußball-Regionalliga. Der TSV Aubstadt nennt sich Die Macht Im Grabfeld, da er eine Klasse höher spielt als der benachbarte Dauer-Rivale TSV Großbardorf, welcher in der Saison 2008/09 für ein Jahr viertklassig war.

## Wirtschaft und Infrastruktur

### Wirtschaft einschließlich Land- und Forstwirtschaft
Es gab 2020 nach der amtlichen Statistik im Land- und Forstwirtschaft keine sozialversicherungspflichtig Beschäftigten am Arbeitsort. Sozialversicherungspflichtig Beschäftigte am Wohnort gab es insgesamt 303. Im verarbeitenden Gewerbe und im Bauhauptgewerbe gab es keine Betriebe. Zudem bestanden im Jahr 2016 zehn landwirtschaftliche Betriebe mit einer landwirtschaftlich genutzten Fläche von 235 Hektar, davon waren 194 Hektar Ackerfläche.

### Bildung
Es gibt folgende Einrichtungen (Stand: 2006):
- Kindergarten

Er hat 50 Plätze, die von 32 Kindern in zwei Gruppen und zwei Schulkindern (Nachmittagsbetreuung) teilweise belegt werden. Sie werden von drei Erzieherinnen (davon zwei Halbtagskräfte), einer Vor- und einer Berufspraktikantin betreut.
- Grundschule (Stand: 2019/2020)

Die Schule hatte im Schuljahr 2019/2020 vier Klassen mit 70 Schülern, die von fünf Lehrern, zwei Fachlehrern für Textilarbeit/Werken und einem Fachlehrer für evangelische Religionslehre unterrichtet werden.
- Gemeindebücherei (Stand: 2013)

Im Untergeschoss der Volksschule Milzgrund befindet sich die Bücherei. Sie ist dienstags von 15 Uhr bis 16 Uhr geöffnet.